# José Luis González Dávila
José Luis González Dávila (* 14. September 1942 in Celaya; † 8. September 1995), auch bekannt unter dem Spitznamen La Calaca, war ein mexikanischer Fußballspieler, der meistens im Mittelfeld eingesetzt wurde.

## Biografie

### Verein
González begann seine Profikarriere 1962 in Diensten der gerade in die Primera División aufgestiegenen UNAM Pumas, bei dem er bis 1971 unter Vertrag stand. 
1971 wechselte La Calaca González zum Deportivo Toluca FC, in dessen Diensten er seine aktive Laufbahn in der Saison 1973/74 beendete.

### Nationalmannschaft
Sein Debüt in der mexikanischen Nationalmannschaft gab González in einem Spiel gegen Honduras (1:0), das im Rahmen der Qualifikation zur WM 1966 ausgetragen wurde. In seinem zweiten Länderspiel am 4. März 1965, das ebenfalls gegen Honduras stattfand und diesmal mit 3:0 gewonnen wurde, gelang ihm sein erstes von insgesamt vier Länderspieltoren.
Höhepunkte seiner Nationalmannschaftskarriere waren die Teilnahmen an den Fußball-Weltmeisterschaften 1966 und 1970. Während er 1966 nicht zum Einsatz kam, bestritt er 1970 die Vorrundenspiele gegen El Salvador (4:0) und Belgien (1:0) in voller Länge und stand auch in der Anfangsformation des Viertelfinalspiels gegen Italien (1:4), in dem ihm in der 13. Minute der Führungstreffer für die Gastgeber gelang, bevor er in der 68. Minute (unmittelbar vor dem Gegentor zum 1:3) durch Enrique Borja ersetzt wurde. Außerdem war er Teil der mexikanischen Auswahl bei den Olympischen Spielen 1964 in Tokio, bei denen seine Mannschaft aber schon in der Vorrunde scheiterte.